# Veronica Rothová
Veronica Rothová, rodným jménem Veronica Anne Roth (* 19. srpna 1988, New York) je americká spisovatelka a autorka trilogie Divergence.

## Biografie
Začala studovat Carleton College, ale po roce přešla na Northwestern University, kde se věnovala programu tvůrčího psaní. Veronica je od roku 2011 vdaná za fotografa Nelsona Fitche. Žijí v Chicagu.
Veronicu Rothovou známe především jako autorku trilogie Divergence: Divergence, Rezistence, Aliance. První díl napsala ještě při studiích na univerzitě a ještě před dokončením studií prodala práva na filmové zpracování společnosti Summit Entertainment. Za trilogii Divergence dostala ocenění New York Times bestseller, na Goodreads nejoblíbenější kniha roku 2011 a v roce 2012 vyhrála soutěž Nejlepší kniha Young Adult Fantasy & Science Fiction. Premiéra filmu v České republice proběhla na jaře 2014. V roce 2015 můžeme očekávat premiéru dalšího dílu Rezistence. Třetí díl Aliance plánují filmaři rozdělit do dvou dílů (2016 a 2017).
Čtyři krátké povídky o Tobiasovi, Čtyřce, nabídnou příběh, který předchází Divergenci. Všechny čtyři povídky pod názvem Čtyřka: Divergentní povídky vyšly v listopadu 2014 v nakladatelství CooBoo.

### Knižní série
- trilogie Divergence
  - Divergence – 14. května 2012 (Divergent – 25. dubna 2011)
  - Rezistence – 17. září 2012 (Insurgent – 1. května 2012)
  - Aliance – 7. dubna 2014 (Allegiant – 22. října 2013)
- související knihy Divergence
  - Čtyřka - Divergentní povídky – 17. listopadu 2014 (Four: A Divergent Story Collection – 8. července 2014)
  - Free Four: Tobias Tells the Divergent Knife-Throwing Scene – 23. dubna 2012
  - The World of Divergent: The Path to Allegiant – 24. září 2013
- duologie Čáry života
  - Čáry života – 17. ledna 2017 (Carve the Mark – 17. ledna 2017)
  - Cesty se rozcházejí – 24. září 2018 (The Fates Divide – 10. dubna 2018)

### Ostatní
- The Chosen Ones – 6. dubna 2020